# 후이퉁현

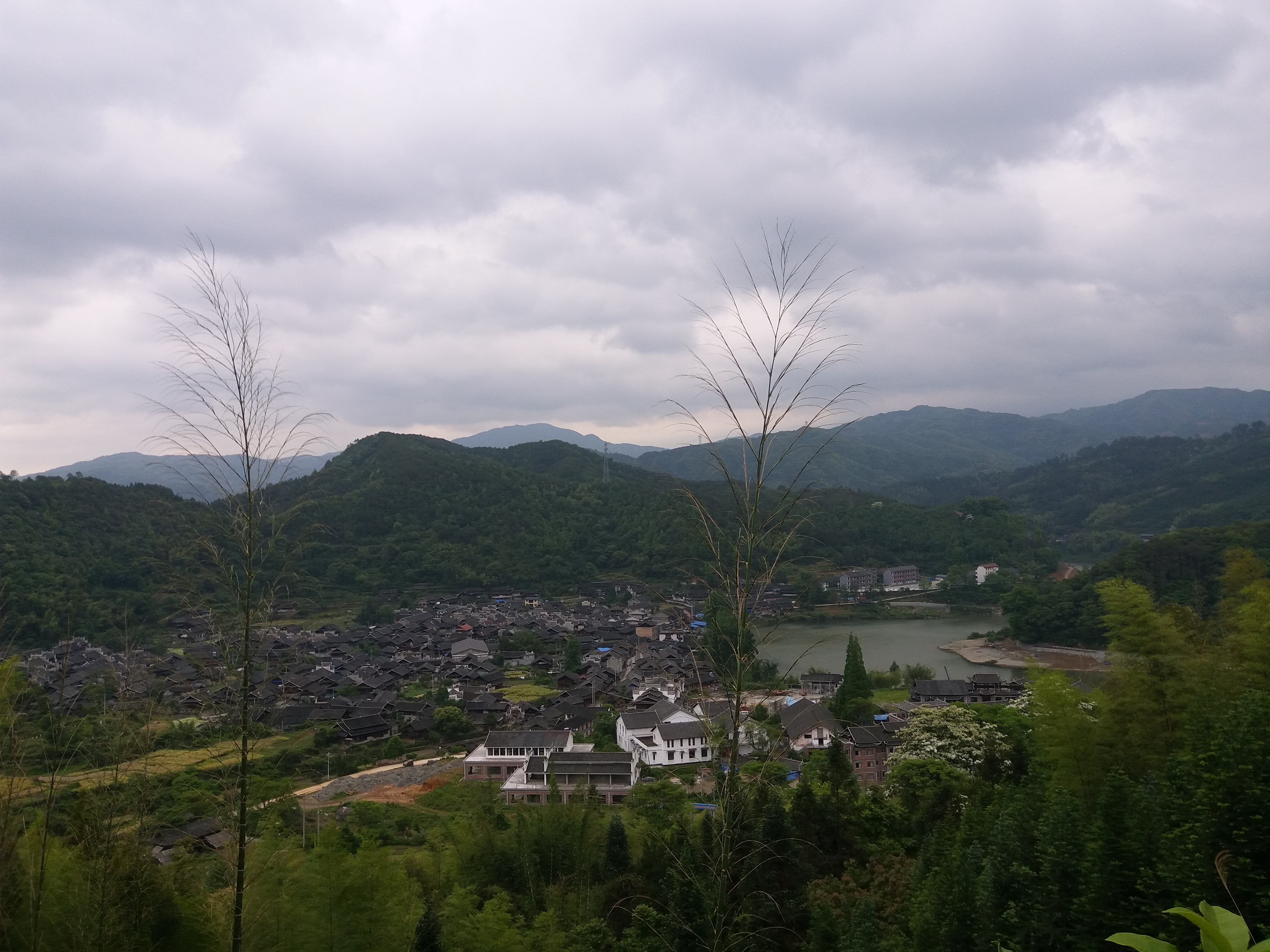

후이퉁현(한국어: 회동현, 중국어: 会同县, 병음: Huìtōng Xiàn)은 중화인민공화국 후난성 화이화 시의 현급 행정구역이다. 넓이는 2245km2이고, 인구는 2007년 기준으로 350,000명이다.

## 행정 구역
8개 진, 11개 향, 6개 민족향을 관할한다.
- 진: 林城镇, 坪村镇, 堡子镇, 团河镇, 若水镇, 朗江镇, 广坪镇, 马鞍镇.
- 향: 沙溪乡, 王家坪乡, 长寨乡, 高椅乡, 黄茅乡, 萧家乡, 金龙乡, 地灵乡, 连山乡, 岩头乡, 洒溪乡.
- 민족향: 金子岩侗族苗族乡, 宝田侗族苗族乡, 漠滨侗族苗族乡, 蒲稳侗族苗族乡, 青朗侗族苗族乡, 炮团侗族苗族乡.